# Dokaben
Dokaben (яп. ドカベン Докабэн) — японская манга, автором которой является Синдзи Мидзухима, начала публиковаться издательством Akita Shoten в журнале Weekly Shōnen Champion с 24 апреля 1972 года по 23 марта 1981 года. Всего выпущено 48 томов манги.
На основе сюжета манги студией Nippon Animation был выпущен аниме-сериал, который транслировался по телеканалу Fuji TV с 6 октября 1976 года по 26 декабря 1979 года. Всего выпущены 163 серии аниме. Во время своей трансляции аниме и манга пользовались большой популярностью в Японии, однако значительно уступая популярности Slam Dunk.

## Сюжет
Действие разворачивается вокруг Таро Ямады и его товарищей по бейсбольной команде высшей школы — Иваки, Тономы и Сатико. Сначала главные герои адаптируются в новой средней школе Такаока, начиная с 8 главы манги они становятся новыми членами бейсбольной команды.

## Роли озвучивали
- Акира Камия — Сатонака
- Хидэюки Танака — Дзиро Киносита
- Хироси Масуока — Таро Ямада
- Хироси Отакэ — Хаттян
- Канэта Кимоцуки — Дайгоро Унрю
- Канэто Сиодзава — Тонома
- Кацудзи Мори — Кунисада
- Кадзуоми Икэда — Сё Дойгаки
- Кэйко Ёкодзава — Мицуо Кита
- Макио Иноуэ — Кёко Асахина
- Масанэ Цукаяма — Синдзи Кобаяси
- Масато Ибу — Кодзиро Инукай
- Митихиро Икэмидзу — Хаято Кагэмару

## Влияние
- В 132 издании Simpsons Comics internationale японский персонаж, который играет за команду «Yokohama Li'l Ninjas», манерой поведения, стилем и внешностью пародирует персонажа из «Докабэн».
- Аса Хигути, автор популярной манги о бейсболе Big Windup!, утверждает, что в детстве её интерес с бейсболу пробудила манга Dokaben[2].